# Sphecodes rudiusculus
Sphecodes rudiusculus är en biart som först beskrevs av Raymond Benoist 1964.  Sphecodes rudiusculus ingår i släktet blodbin, och familjen vägbin. Inga underarter finns listade i Catalogue of Life.